# 大木仓北一巷
39°54′45″N 116°22′17″E / 39.912537°N 116.3712839°E
大木仓北一巷，是位于北京市西城区中部的一条胡同。

## 简介
大木仓北一巷为南北走向，南到大木仓胡同，北到辟才胡同。全长276米，平均宽4米。大木仓北一巷是紧临郑亲王府东墙外的胡同。1965年北京市整顿地名，定名为“大木仓北一巷”。